# 明石元二郎墓鳥居
25°03′12″N 121°31′33″E / 25.053362°N 121.525869°E
明石元二郎墓鳥居，是位於臺灣臺北市中山區康樂里、林森公園的鳥居，原為台灣總督明石元二郎墓殘留物，1997年當地改建公園時原計畫就地保留，但因14、15號公園反拆遷運動遷到二二八公園，2010年才遷回，今列臺北市歷史建築。

## 歷史
明石元二郎在1919年10月24日去世後，日本政府為授予男爵爵位，10月26日公布死訊，11月1日遺體運至基隆港。據明石元二郎孫子明石元紹所言，他祖父於該年11月3日安葬到三橋町墓園。明石元二郎被視為軍神，去世後具神格，故墓前會豎鳥居。該鳥居長4公尺與高6公尺，以水泥建成，原面向今日的晶華酒店位置。
1949年後，國民革命軍陸軍第五十軍士兵直接在墓地上建立眷村，因反日意識便在明石元二郎墓旁蓋起公共廁所、將此鳥居當晾曬衣服的地方。鳥居位於康樂市場後方，掩蓋於林森北路167巷36弄17號旁，一旁就是三一教的善興堂，立面原有文字也消失。
1997年當地計畫拆遷作公園時，支持14、15號公園反拆遷運動的居民翟所祥於2月26日在朋友住處上吊。3月6日凌晨4點許，中山分局長何海民親率警察拆除其靈堂。當天上午，市府工務局長許瑞峰表示已與台北市副市長陳師孟有共識，會就地保留明石元二郎墓，並盡可能恢復原貌。對此，議員楊鎮雄罵鳥居可留，靈堂不可，是「中國鬼都不如日本鬼」。當日下午，台北市文獻會組長林萬傳前往鳥居探勘。12日，民眾為翟所祥舉行送別、經過此墓時，大罵「保存日本人的東西，卻鏟平民眾的住屋」，然後每人將胸前的紅花貼在鳥居上。13日傍晚，在歷史學者及輿論界出現兩極反應下，原先力主保留鳥居與靈柩的陳師孟，受市長陳水扁指示專案評估再議，於是陳師孟邀集市府工務局長許瑞峰、都市發展局長張景森及兩位歷史學者研商。4月18日，陳水扁回應日本台灣交流協會所長後藤利雄希望原地保留明石元二郎墓，說歷史不能遺忘，但日人也必須考慮臺灣人民感受。6月19日，市府宣布，除墓將改遷移外，鳥居因日後很難與在此建立的文化廣場融合，故鳥居可能移往歷史博物館做陳列。7月17日，墓開挖遷移。8月5日，鳥居拆卸，以遷往台灣博物館左側的碑林區。刻著「臺灣總督臺灣軍司」與官方公告逝世日期的「大正八年十月二十六日」的殘碑流落至內湖區，被郭双富發現後捐給台灣文獻館為永久保存。
後來，片倉佳史在2004年出版的著作《臺灣 漫步日本統治時代的歷史遺產》（台湾 日本統治時代の歴史遺産を歩く）中，介紹此鳥居，但日本觀光客尋訪時撲空，引起媒體與民代注意。2009年11月13日，市議員陳玉梅應康樂里長王金富及正義里長王明明反映，要求市府將鳥居從二二八公園遷回原地。2010年遷回，改放離原位南邊約15公尺處。次年4月15日，北市文化局召開文化資產審查委員會，通過將明石元二郎及鎌田正威鳥居都登錄為歷史建築。因林森公園周邊有許多日本觀光團商店，在地康樂里長王金富會請店家特別介紹明石元二郎鳥居，讓此成為觀光客景點。